# Route de la pierre sèche
Ne doit pas être confondu avec le GR 221 en France (Normandie)

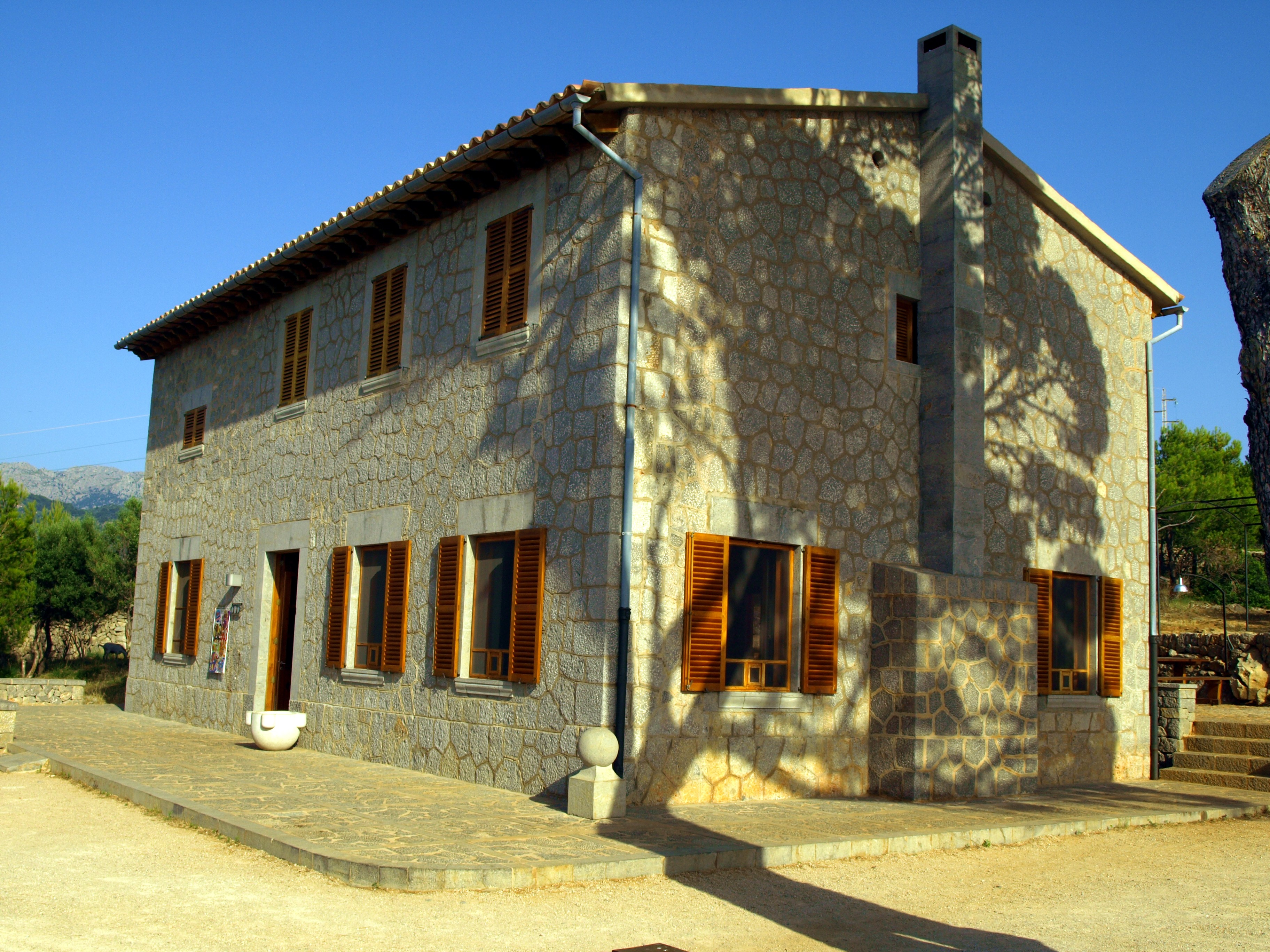
Refuge de Muleta, à Sóller

La Route de la pierre sèche, en catalan Ruta de Pedra en Sec, désigne le sentier de grande randonnée 221 (GR 221), à Majorque, en Espagne.
Il relie le Port dAndratx au nord-ouest de cette île, à Pollença, au nord-est, parcourant ainsi la Serra de Tramuntana, massif montagneux de la côte nord, caractéristique de cette île, inscrite en 2011 au patrimoine mondial de l'Humanité par l'UNESCO.
Il s’appelle route de la pierre sèche en raison du grand nombre de constructions réalisées par la technique de maçonnerie à pierres sèches rencontrées le long du chemin : murets, mines, cabanes de charbonniers (mi-pierres, mi-bois), glacières (Cases de Neu),, par exemples.

## Création
Le GR 221 est le premier sentier de grande randonnée dans les îles Baléares. Le projet, présenté en 1996, a été approuvé en 1999 par le Conseil insulaire de Majorque et a obtenu son approbation provisoire en 2002. Le plan territorial de Majorque (2004) prévoyait l'élaboration d'un plan spécial, qui a été définitivement approuvé le 17 juin 2015, qui définit le tracé final, les utilisations autorisées et les réglementations à appliquer.

## Parcours
Le tracé du chemin mesure une distance de 178 km, dont 94,5 kilomètres balisés pour l'itinéraire principal,. Il peut être prolongé en partant de Port d'Andratx, à l'ouest jusqu'au Port de Pollença, à l'est, voire, jusqu'au cap de Formentor. Hormis les parties balisées, le parcours s'étend sur près de trois cents kilomètres.
Il traverse les villages ou les sites de :
- Port d'Andratx (partie non balisée),
- Sant Elm (partie hors balisage),
- La Trapa (partie hors balisage),
- Estellencs,
- Banyalbufar,
- Esporles,
- Valldemossa, (partie hors balisage)
- Deià,
- Sóller,
- Fornalutx,
- Escorca,
- Sanctuaire et monastère de Lluc,
- Pollença,
- Port de Pollença (hors balisage),
- Cap de Formentor (partie hors balisage).

En 2023, neuf refuges sont en activité : ceux de Galatzó, de Coma d'en Vidal (près d'Estellencs), de Can Boi (près de Deia), de Muleta (près du Port de Soller), du Castell d'Alaro, de Tossals Verds, de Son Amer (près du Monastère de Lluc, où l'hébergement est également possible), de Son Tries et de Pont Romà (près de Pollença),.
Le Consell de Mallorca entretient et balise le chemin.

## Points remarquables
Décidé en 1996 et commencé en 2013, ce sentier est le premier de grande randonnée de Majorque. Il englobe d'anciens chemins, tour à tour paysans, romains, muletiers ou de pèlerinage. 
La route de pierre sèche tient son nom d'ouvrages majorquins typiques, notamment de murs de séparation, de propriétés ou de fermes, de puits, réalisés sans mortier, ainsi que du revêtement du chemin.
Elle croise des sites notables de Majorque et s'élève jusqu'à presque mille deux cents mètres d'altitude, au col de ses Cases de Neu (Voltes d'en Galileu), dans les environs du Monastère de Lluc.
Près de ce même endroit, le GR 221 croise le GR 222, l'autre sentier de grande randonnées de l'île qui mène d'Artà au Monastère de Lluc.
Le chemin permet de découvrir des points d'intérêt :
- la vue rapprochée de l'île et du parc naturel de la Dragonera,
- l'isolement du monastère détruit de La Trapa,
- l'ancienne chartreuse de Valldemossa,
- la lumineuse vallée de Sóller,
- Gorg Blau, lac artificiel et réservoir d'eau,
- le Puig Major, sommet de l'île, à près de mille cinq cents mètres (1 436 mètres) d'altitude,
- le spectaculaire torrent de Pareis,
- le Sanctuaire de Lluc, cœur religieux et traditionnel de Majorque,
- le Puig de l'Ofre,
- le Puig Maria et son église romane, à la vue extraordinaire sur les baies d'Alcudia et de Pollença,
- le célèbre cap de Formentor, d'où la contemplation de Minorque est parfois possible.

Le parcours peut être agrémenté d'une douzaine de variantes, qui sont autant de détours par d'autres points notables : 
- le Puig de Massanella, l'un des plus hauts sommets de Majorque, accessible à pied,
- le village de Calvià,
- le château d'Alaró.

La randonnée, ou le trek, est praticable toute l'année. Les conditions météorologiques peuvent en compliquer la réalisation. Les mois de mai à juin, avec celui d'octobre, sont les meilleurs pour découvrir ou pour fréquenter ce chemin. La chaleur de juillet et d'août peut rendre le parcours plus difficile, outre l'afflux touristique concentré sur les côtes, à cette même période de l'année. Il en va de même lors des orages de septembre, des pluies de novembre, de mars et d'avril, ainsi qu'avec les neiges de décembre, de janvier et de février.

## Route de la pierre sèche en France
Il existe un autre GR 221 en France. 
Une route de la pierre sèche, déclinable en 25 variantes, existe également en Provence,.